# 扎帕德尼亞 (布魯西利夫區)
50°11′26″N 29°19′45″E / 50.19056°N 29.32917°E
扎帕德尼亞（烏克蘭語：Западня）是烏克蘭北部的村莊，隸屬日托米爾州的日托米爾區。該村始建於1624年，面積9.8平方公里，海拔高度186米，2001年人口74，人口密度每平方公里7.55人。